# Dictenidia bimaculata
Dictenidia bimaculata ist ein Zweiflügler aus der Familie der Schnaken (Tipulidae). Sie ist die einzige Art ihrer Gattung in Europa.

## Merkmale
Die Schnake erreicht eine Körperlänge von 11,0 bis 19,5 Millimetern. Ihr Körper hat eine glänzend schwarze Grundfarbe. Die Männchen sind meist nahezu einfarbig schwarz, immer sind der Kopf, das Pronotum und die Tergite des Hinterleibs schwarz gefärbt. Der Thorax seitlich und die Unterseite des Hinterleibs können rote Flecken tragen, oft sind die Beine teilweise, meist zumindest die Schenkel mit Ausnahme von deren Spitzen rot oder orangerot gefärbt. Weibchen sind meist bunter und kontrastreicher gezeichnet. Meist ist der Rumpf und Hinterleib auf der Oberseite ausgedehnt rostgelb, oft mit einer veränderlichen dunklen Rückenbinde, er kann aber auch ausgedehnt schwarz sein. Typisch für die Art sind zwei große dunkle Flecken in den ansonsten glasklaren (hylinen) Flügeln, einer vom Vorderrand her in Höhe des Pterostigma, einer an der Flügelspitze (Apex). Typisch und kennzeichnen für die Gattung Dictenidia ist der Bau der Fühler der Männchen. Wie alle Kammschnaken tragen ihre Glieder vom vierten bis zum zwölften Glied auf der Innenseite lange Fortsätze und wirken dadurch kammförmig. Bei Dictenidia sind es nur zwei solcher Fortsätze (nicht drei wie bei Tanyptera oder vier wie bei Ctenophora), dabei ist der basale immer etwas länger als der apikale und beide länger als das zugehörige Glied. Die Fühler des Weibchens sind kurz und eng geschlossen, die Glieder ohne zahnförmigen Vorsprung (Fühler nicht gesägt, Unterschied zu Ctenophora), das erste Glied lang, die äußeren Glieder immer breiter als lang.

## Verbreitung
Die Art ist in Europa, vom Norden bis in den Mittelmeerraum, weit verbreitet und meist recht häufig. Nach Osten ist sie über Sibirien bis Kamtschatka, Sachalin, Korea und Nord- und Zentral-China verbreitet. Im Süden erreicht sie Kleinasien, den Kaukasus, Zentralasien (Kasachstan, Kirgistan, Mongolei). In Deutschland ist sie in allen Landesteilen zu erwarten.

## Biologie und Lebensweise
Wie bei allen Kammschnaken lebt die Larve von Dictenidia bimaculata spezialisiert in Totholz. Die Art bevorzugt stark zersetztes, schon weiches Totholz, etwa den Mulm im Inneren hohler Bäume. Sie bevorzugen stehendes Totholz oder Baumstubben, gelegentlich finden sie sich auch unter der Rinde abgestorbener, liegender Stämme. Die Baumart scheint keine große Rolle zu spielen, sie wurde in einer Vielzahl von Laubbaumarten angetroffen. Fliegende Imagines werden meist in Wäldern angetroffen. Die Flugzeit der Art ist sehr lang, Angaben gibt es von Frühjahr (Mai) bis in den Herbst (September).

## Taxonomie und Systematik
Die Gattung Dictenidia ist mit etwa 20 Arten verbreitet in Europa und im Norden Asiens. Verbreitungsschwerpunkt ist China, wo allein 14 Arten leben. In Europa ist Dictenidia bimaculata die einzige Art der Gattung. Sie ist Typusart der Gattung Dictenidia Brullé, 1833.
Die Art wurde von Carl von Linné, als Tipula bimaculata in der zweiten Auflage seines Werks Fauna Suecica erstbeschrieben. Deren Erscheinungsdatum ist umstritten, so dass als Jahr teilweise 1760, teilweise 1761 angegeben wird. Zu den Synonymen zählt Ctenophora paludosa (Fabricius, 1794).

## Belege